# Carl Meaubert
Johann Carl Eduard Meaubert, auch Eduard Meaubert und Karl Meaubert, (* 1800 in Hamburg; † 17. Mai 1863 in Dresden) war ein deutscher Komiker, Sänger (Bass) und Schauspieler.

## Leben
Carl Meaubert hatte im April 1818 erste Gastauftritte am Theater Schwerin. In der Wintersaison 1818/19 war er am Theater Lübeck engagiert, wo er überwiegend im Schauspiel eingesetzt wurde, aber u. a. auch den Papageno sang. 1820 war er am Mecklenburg-Schwerinschen Theater in Bad Doberan, Güstrow und Rostock engagiert.
Ab der Wintersaison 1820/21 war er bis Mai 1823 festes Ensemblemitglied am Mecklenburgisch-Strelitzschen Hoftheater in Neustrelitz, wo er in der Neustrelitzer Erstaufführung der Oper Der Freischütz am 12. August 1822 den Kilian sang. Ab der Wintersaison 1823/24 war er bis Juli/August 1824 unter Josef Derossi am Theater Düsseldorf und in Elberfeld verpflichtet.
Ab der Wintersaison 1824/25 war er bis zum Ende der Saison 1825/26 erneut in Neustrelitz unter Vertrag, anschließend in der Saison 1826/27 am Hoftheater Braunschweig. Ab Juni 1828 war er bis 1837 als „Königlich-Sächsischer Hofschauspieler“ am Dresdener Königlichen Hoftheater (Hoftheater Dresden) engagiert. In Dresden wohnte er am Neumarkt Nr. 741.
Carl Meaubert gastierte u. a. in Hamburg (Dezember 1820, April 1823), Berlin (April/Mai 1822), Dresden (Juli/August 1825) und Düsseldorf (März/April 1827). Im Juni 1822 gastierte er am Königlichen Schauspielhaus Berlin als van Bett in dem Lustspiel Der Bürgermeister von Saardam, oder Die zwei Peter von Georg Christian Roemer (1766–1829). Im Oktober 1824 gastierte er am Königsstädtischen Theater in Berlin. 1831 und 1837 gastierte er am Wiener Burgtheater. 1835/36 gastierte er am Hoftheater Kassel. Im September 1839 trat Meaubert, der seit seinen Ausscheiden in Dresden als kränklich und „leidend“ galt, nochmals gastierend in Hamburg auf.
Mit Beginn der Spielzeit 1855/56, wurde er, gemeinsam mit seiner Frau vom Königsstädtischen Theater in Berlin kommend, als Schauspieler an das „Stadttheater New York“ („The Altes Stadttheater“) verpflichtet, wo er auch als Bühnenmeister und Inspizient tätig war.
Meaubert wurde hauptsächlich im Fach des Charakterkomikers eingesetzt und übernahm komische Rollen in „feineren Konversationsstücken“ und in Stücken mit Lokalkolorit. Er galt als beliebter Darsteller im „fein komischen Fache“. Zu seinen Glanzrollen gehörte insbesondere sein alter Krack im Volksstück Der Lügner und sein Sohn von Franz August von Kurländer (1777–1836), für den er „besonders gerühmt“ wurde. Weitere Hauptrollen Meauberts waren Truffaldino in Der Diener zweier Herren, Scholle in Der Schleichhändler von Ernst Raupach und Arnulph in Die Schule der Frauen (nach Molière von August von Kotzebue).
Er war mit seiner Kollegin Pauline Pätzold verheiratet, die er zwischen Dezember 1822 und Mai 1823 in Neustrelitz geehelicht hatte. Aus der Ehe gingen drei Kinder hervor, darunter der Regisseur und Schauspieler Adolph Meaubert.